# Maria Theresia von Österreich-Toskana (1862–1933)

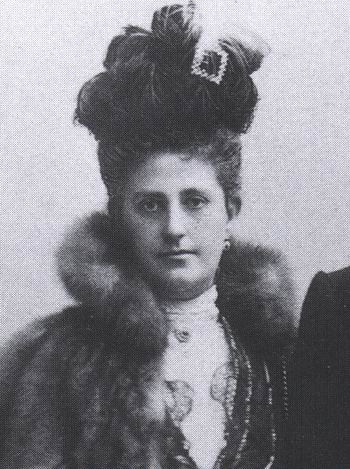
Maria Theresia von Österreich-Toskana um 1900

Maria Theresia von Österreich-Toskana (vollständiger Name: Maria Theresia Antoinette Immakulata Josepha Ferdinanda Leopoldine Franziska Caroline Isabella Januaria Aloysia Christine Anna Erzherzogin von Österreich und Prinzessin von Toskana) (* 18. September 1862 in Altbunzlau, Böhmen; † 10. Mai 1933 in Schloss Żywiec) war eine österreichische Erzherzogin.

## Leben

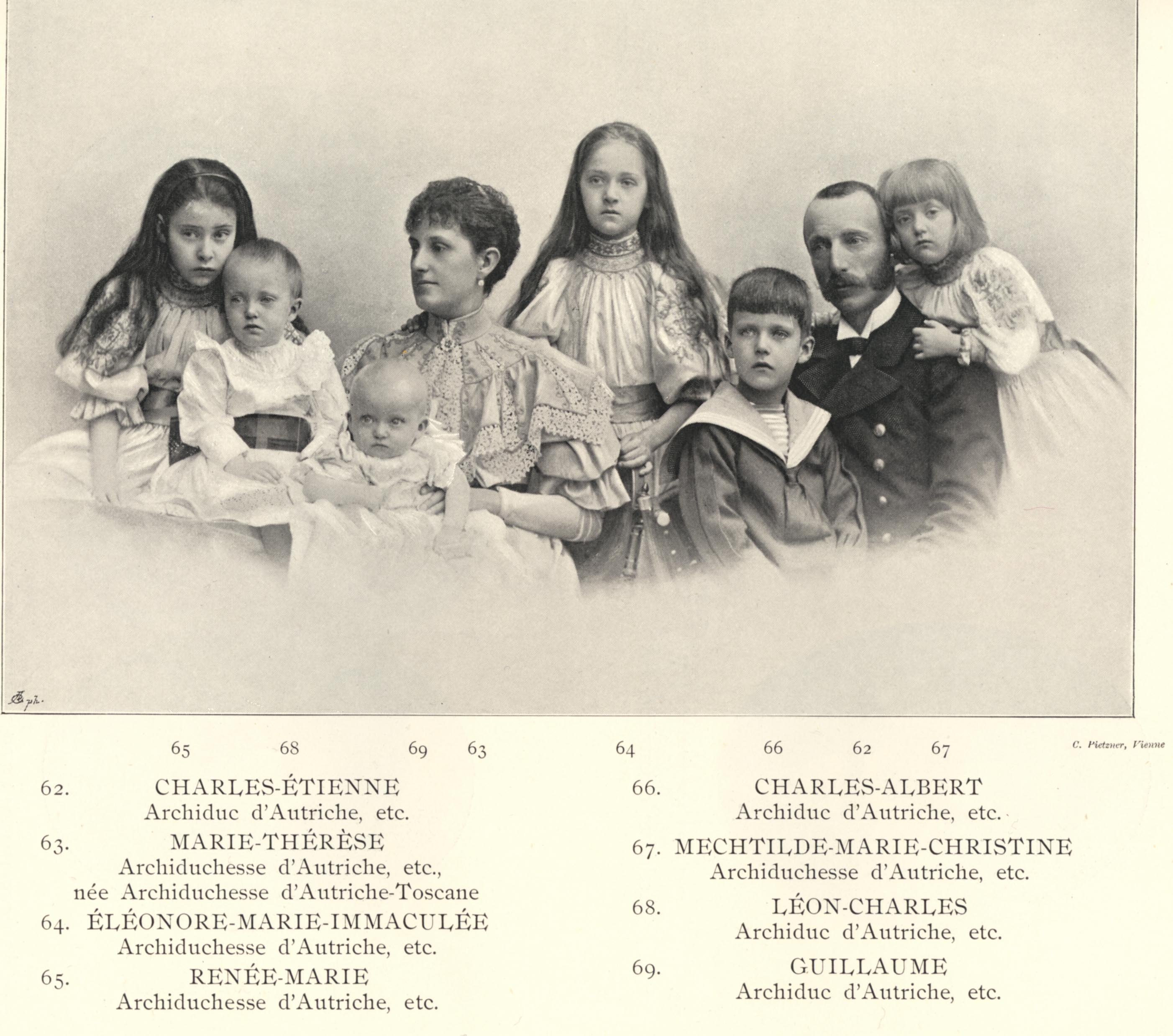
Maria Theresia von Österreich-Toskana, Karl Stephan von Österreich und die sechs Kinder

Maria Theresia war die älteste Tochter von Erzherzog Karl Salvator von Österreich-Toskana und der Maria Immaculata di Borbone, Prinzessin von Neapel-Sizilien. Sie heiratete Erzherzog Karl Stephan von Österreich am 28. Februar 1886 in Wien.
Ihre ersten Ehejahre wohnte Maria Theresia mit ihrem Gatten in Pula, wo dieser für die Kriegsmarine arbeitete. Die Einwohner Istriens und Dalmatiens schätzten die Erzherzogin wegen ihrer Leutseligkeit. Die in dieser Region hergestellten Hausstickereien gefielen Maria Theresia außerordentlich und waren für sie der Anlass, in Wien eine Stickereischule zu gründen. Sie hatte auch Talent für das Malen, ging dieser Beschäftigung gern nach und traf sich regelmäßig mit Malern.
Als 1914 der Erste Weltkrieg ausbrach, ließ Maria Theresia in ihrem im Süden Polens gelegenen Schloss Żywiec ein Lazarett errichten und betreute auch selbst Verletzte. Später pflegte sie ihren kranken Gemahl, doch litt ihre Gesundheit unter dieser belastenden Tätigkeit. Sie überlebte ihn um kaum mehr als einen Monat und starb am 10. Mai 1933 im Alter von 70 Jahren in ihrem Schloss Żywiec.

## Nachkommen
- Eleonora Maria (1886–1974) ⚭ Alfons von Kloss
- Renata Maria (1888–1935) ⚭ Prinz Hieronymus Radziwill
- Karl Albrecht (1888–1951), Prinz von Altenburg, polnische Generalmajor und Thronkandidat
⚭ Alice Ankarcrona, verwitwete Gräfin Badeni
- Mechthildis Maria Christina (1891–1966) ⚭ Prinz Olgierd Czartoryski
- Leo Karl (1893–1939), polnischer Offizier ⚭ Gräfin Maria-Klothilde de Thuillières
- Wilhelm (1895–1948), ukrainischer Oberst und Thronkandidat